# 劉志方
劉志方（15世紀—16世紀），字端夫，江西瑞州府高安縣鈞山人，明朝政治人物。

## 生平
劉志方年少聰穎，擅長寫作文章，是成化元年（1465年）乙酉科江西鄉試舉人，十三年（1477年）授仙居知縣，當時地方饑荒，台州知府往往處死盜竊富戶糧食的人民，他說：「愚民無知，苟延殘喘旦夕而已，並非殺人越貨。」知府覺悟，救活數十人，又有人冒稱捕獲盜布者，他查問疑犯，都說：「婦人所織的布而已。」於是他命疑犯拿出織蔻檢驗，證實盜布一事虛構，其為政是這樣慈祥慎密，其後陞和州同知致仕，王純、儲巏都在他離任時贈與詩歌。

## 引用
1. 1 2  同治《高安縣志·卷十四·人物志》：劉志方，字端夫，少穎敏善屬文，由舉人授仙居知縣，時歲饑，民有攘富室粟者守悉置之死，志方曰：「愚民無知，苟延旦夕耳，非越人于貨者。」守悟，活數十人，又有偽獲盜布者，志方詰之，皆曰：「婦織之耳。」命各取織蔻驗之，則盜果偽事獲釋，其為政慈祥慎密類如此，陞和州同知致仕，所至輒有去思，尚書王純、主事儲巏惜其去，作詩贈之。
2. ↑  同治《高安縣志·卷十·選舉志》：舉人 明……成化元年乙酉科 劉志方 字端夫，鈞山人，和州同知，見傳